# Hubert Hammerer
Hubert Hammerer (Egg, 1925. szeptember 10. – 2017. március 24.) olimpiai bajnok osztrák sportlövő.

## Pályafutása
Az 1960-as római olimpián aranyérmes lett a nagyöbű sportpuska összetettben. Részt vett az 1964-es tokiói olimpián is, ahol az osztrák csapat zászlóvivője volt.

## Sikerei, díjai
- Olimpiai játékok
  - aranyérmes: 1960, Róma (nagyöbű sportpuska összetett, 300 m)